# Józef Wasowski
Józef Wasowski (Józef Wasercug; ur. 14 kwietnia 1885 w Płocku, zm. 21 października 1947 w Warszawie) – polski dziennikarz i wykładowca pochodzenia żydowskiego, w latach 1945–1947 poseł do Krajowej Rady Narodowej i na Sejm Ustawodawczy, przewodniczący Towarzystwa Przyjaźni Polsko-Radzieckiej w latach 1944–1945.

## Życiorys

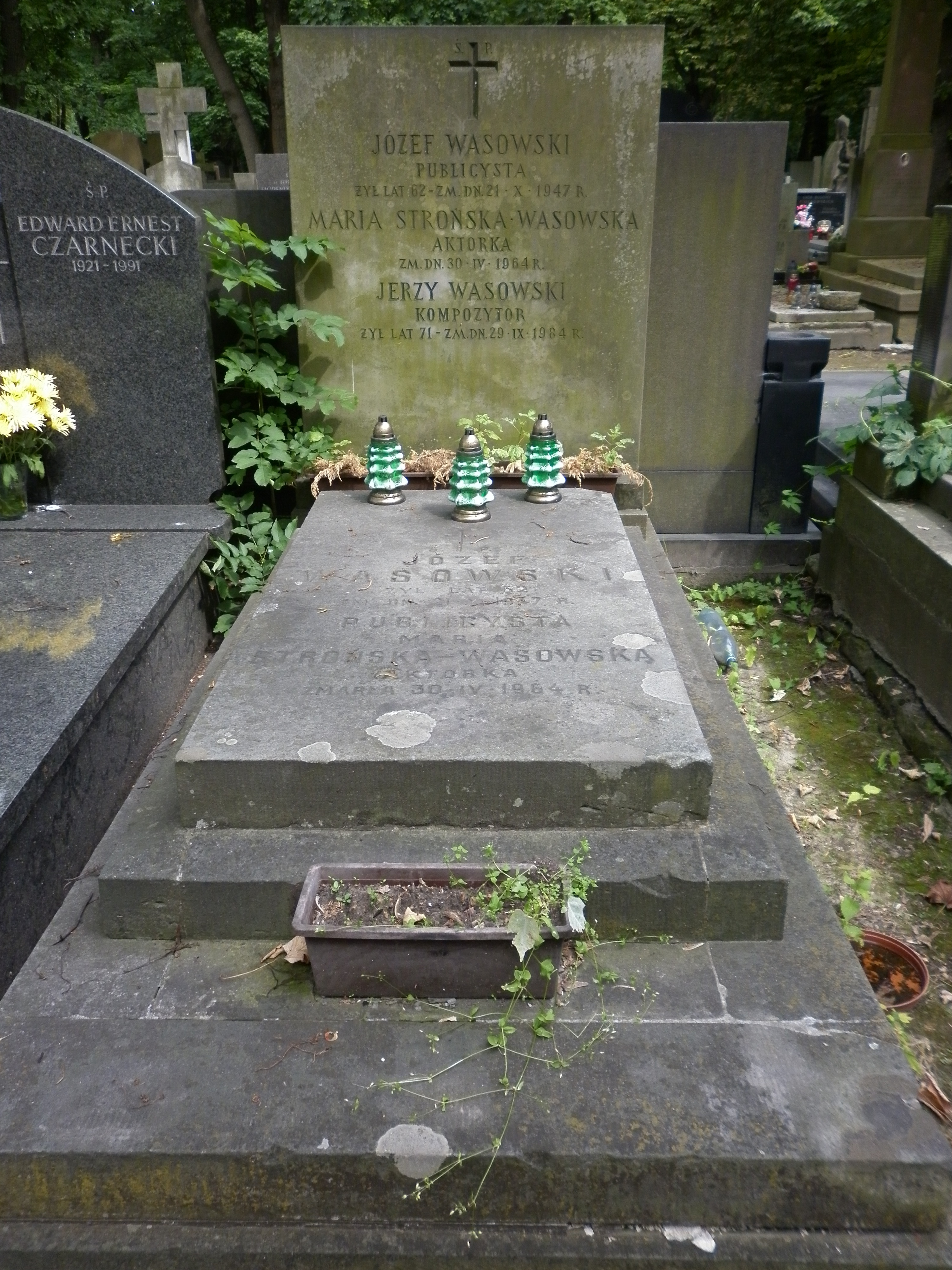
Grób rodziny Wasowskich na cmentarzu Powązkowskim

Po ukończeniu gimnazjum realnego w Sosnowcu (1895–1902) wyjechał na studia do Paryża, gdzie kształcił się w Szkole Nauk Politycznych oraz Kolegium Nauk Społecznych (dyplom uzyskał w 1908). Początkowo pracował jako dziennikarz „Nowej Gazety” i „Niwy Polskiej”, założył też gazetę „Panteon”. W latach 1912–1915 stał na czele redakcji pisma „Izraelita”.
Po powrocie do Polski stale współpracował z „Nową Gazetą” oraz „Kurierem Polskim”. Był redaktorem naczelnym „Widnokręgu”. W 1914 został aresztowany przez władze carskie. Od 1917 do 1918 zatrudniony w Radzie Stanu, po odzyskaniu niepodległości był m.in. szefem wydziału prasowego w MSZ do 1923. W tym samym roku otrzymał Krzyż Komandorski Orderu Gwiazdy Rumunii.
Pod koniec 1918 roku wysłany do Lwowa wraz z dr. Leonem Chrzanowskim przez MSZ w celu zbadania pogromu na ludności żydowskiej dokonanego przez polskich żołnierzy i cywilów, jaki miał miejsce w dniach 22–24 listopada 1918 tuż po odbiciu miasta z rąk Ukraińców. Efektem ich pracy był raport z dnia 17 grudnia 1918.
W późniejszym czasie do 1932 był redaktorem naczelnym Polskiej Agencji Publicystycznej, która powstała z jego inicjatywy. Zakładał gazetę „Epoka”. Przez kilkanaście lat wykładał w Wyższej Szkole Dziennikarskiej w Warszawie, był członkiem zwyczajnym Towarzystwa WSD i wicedyrektorem Szkoły. W 1933 zakładał Ligę Reformy Obyczajów.
Podczas II wojny światowej zatrudniony przez ordynata Jana Zamoyskiego jako urzędnik w należącym do ordynacji nadleśnictwie w Lipie. Po 1944 pełnił obowiązki dyrektora departamentu w Ministerstwie Informacji i Propagandy. Był redaktorem naczelnym „Kuriera Codziennego”. Działał w Stronnictwie Demokratycznym, pełniąc funkcję wiceprezesa jego Rady Naczelnej. W 1945 został nominowany do Krajowej Rady Narodowej, dwa lata później uzyskał mandat posła do Sejmu Ustawodawczego. Był pierwszym w historii prezesem Towarzystwa Przyjaźni Polsko-Radzieckiej. Pełnił obowiązki wicedziekana Wydziału Dziennikarstwa Akademii Nauk Politycznych, stał również na czele Związku Zawodowego Dziennikarzy RP. Był wiceprezesem zarządu Polskiego Instytutu Prasoznawczego.
Od 1923 był członkiem warszawskiej loży „Kopernik” (ps. „Widz”). Dwukrotnie żonaty, w pierwszym małżeństwie z Austriaczką, 25 lipca 1920 wziął ślub z Marią Strońską, aktorką kabaretową (Czarny Kot, Qui Pro Quo) i teatralną.
Zmarł po długiej chorobie w październiku 1947, został pochowany na Starych Powązkach (kwatera 240-2-22). Postanowieniem prezydenta RP Bolesława Bieruta z 24 października 1947 został pośmiertnie odznaczony Krzyżem Komandorskim z Gwiazdą Orderu Odrodzenia Polski w uznaniu wybitnych zasług położonych dla Demokracji Polskiej w dziedzinie publicystyki oraz pracy nad odbudową powojennego dziennikarstwa.
Ojciec Jerzego Wasowskiego, dziadek Grzegorza Wasowskiego.
Był w Częstochowie patronem ulicy (obecnie ulica gen. Janusza Gąsiorowskiego), która została zmieniona na podstawie ustawy z 1 kwietnia 2016 o zakazie propagowania komunizmu lub innego ustroju totalitarnego przez nazwy jednostek organizacyjnych, jednostek pomocniczych gminy, budowli, obiektów i urządzeń użyteczności publicznej oraz pomniki. Patronuje ulicy w Gdańsku (dzielnica Wrzeszcz).